# ديك قاي
ديك قاي (4 أبريل 1937 بسيدني في أستراليا - 2018) (بالإنجليزية: Dick Guy)‏ هو لاعب كريكت أسترالي. لعب مع فريق جنوب ويلز الجديد للكريكت ‏.

## وصلات خارجية
- ديك قاي على موقع إي آس بي آن كريك إنفو (الإنجليزية)